# ドレスアップカーマガジン
ドレスアップカーマガジン（DressUP Car Magazine）とは内外出版社が2006年まで出版していた自動車雑誌である。現在は無期休刊中。

## 概要
2000年3月に内外出版社発行誌「中古車情報」の増刊としてスタート。紙面構成は主に四輪自動車の改造全般（いわゆるカスタムカー全般）を取り扱うものであった。翌2001年3月より月刊誌として発足、カスタムカーを主題に置く内容は変わらないが、クルーズ、ミーティングの取材にも比重を置くようになり、有名なミーティングスポットなどの紹介が行われるようになる。また当時の国内ではあまり見られなかったジャンルにこだわらないロサンゼルス等の海外現地のストリートチームやイベントレポートを行うようになる。
2003年12月に再リニューアルを行い、当初は外注で行っていた編集業務を内部編集に昇格させ、新編集部の元でスポーツコンパクト専門誌へと移行する事となる。2001年に日本で公開された映画「ワイルドスピード」シリーズのヒットもあり業界が拡大方向へと向かっていく事もあって徐々に部数を伸ばしていくが、2005年中旬にブームが沈静化してくると話題が不足気味となり競合雑誌が次々と休刊に追い込まれていく状況となり、業界も沈静化の方向へと向かっていく。そんな中本誌のみ発行を継続、唯一のスポーツコンパクト専門誌を謳うこととなった。後に紙面の内容がマンネリ化気味となったのを打開する意味もあったのか、2005年中盤以降は雑誌の路線変更が行われ、リニューアル後には取り扱っていなかったUS志向でない一般のカスタムカーやドリ車をメインに据えてくるようになる。そして2006年1月号で初の袋とじ企画を行い販売部数を大きく伸ばすが、その内容（社風で扱う題材を逸脱しているといった理由であるとの事）が元で社の首脳陣と編集部が対立、雑誌販売は打ち切られる事となった。休刊といってはいるが、直後に編集部が解体されたために事実上の廃刊である。

## 内容の変遷など
創刊当初からリニューアル前まではノンジャンルのカスタムカーを扱う雑誌であった。そのためVIPカー、バニングはもちろん、USカスタムであるローライダーやキャルルック、トラッキンといったカスタムの他、当時あまり注目を集めていなかったUSDMやスポーツコンパクトなども大きく紹介するなどその道の愛好家には数少ない国内情報源であった。2003年にリニューアルされて編集部の構成が変わると紙面は一新され、派手目で大改造の施されたショーカー的な要素を含む車両が主に扱われていくようになっていく。またDIYで出来る実用活用ドレスアップやデモカー製作記事なども扱うようになり、一部の技術解説と実践の記事にはオートメカニック誌関係者が度々登場している。ブームが沈静化するまでは競合紙とは一線を画した構成となっていた。有名チームメンバーやカスタムショップ従業員とオーナーによる連載の他、DIYのコーナーは後に連載形態をとり、日本のスポコンの黎明期を築いた「チーム・オートボッツ・ジャパン」メンバーであり後にカスタムショップSkillsを立ち上げる事になるオノケンを講師に迎えてガルウィングやネオン管(アンダーカーネオン/アンダーカーキット)等の取り付け記事を載せ、時には単発企画として有名ショップの職人による技術披露と解説をするなど数少ない特殊ドレスアップパーツの作業の情報源ともなっていた。
　

## デモカー
- D-Carシビック（EK）

当時流行していたスポコンの要素を総て取り入れて完成させたデモカー。リニューアル後の2004年から製作を開始し、毎月改造を行いその作業内容を紹介するといった連載が行われていた。

## 兄弟誌
- 「ラグカー」

ドレスアップカーマガジン増刊号として発足、後に定期発行となる。題材の通りラグジュアリーカー、特にJラグと定義された国産車を中心とした題材を扱っていた。ドレスアップカーと同一の編集部であったようで、本誌が休刊となった際にあおりを受ける形で無期休刊となった。現在一部の同誌編集スタッフが三栄書房へ移籍、類似した紙面構成の「ジェイラグ」を定期刊行している。

## 類似雑誌
- 「ホットインポート」（芸文社）※廃刊

芸文社発行の雑誌「L/S」からスポーツコンパクト部門を分離させ、増刊「スポコンL/S」を経て月刊誌となる。後にリニューアルしてUS的ユーロチューンの専門誌「es4」となる。
- 「デイトナJ's」（ネコ・パブリッシング）※廃刊
- 「コンパクトレーサー」（KKマガジンボックス）※廃刊
- 「ハイパーストリート」（ニューズ出版）※廃刊